# Fécocourt
Fécocourt is een gemeente in het Franse departement Meurthe-et-Moselle (regio Grand Est) en telt 117 inwoners (2009). De plaats maakt deel uit van het arrondissement Toul.

## Geografie
De oppervlakte van Fécocourt bedraagt 7,7 km², de bevolkingsdichtheid is dus 15,2 inwoners per km².
De onderstaande kaart toont de ligging van Fécocourt met de belangrijkste infrastructuur en aangrenzende gemeenten.

## Demografie
Onderstaande figuur toont het verloop van het inwonertal (bron: INSEE-tellingen).